# 王德林 (1874年)

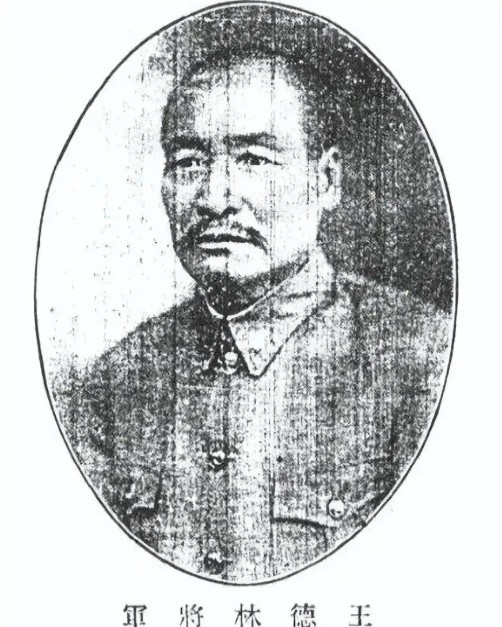
王德林将军

王德林，原名王林，字惠民，山东省沂水县人，原东北军步兵二十七旅七团三营营长，1932年义举抗日组建中国国民救国军，并任总司令。

## 生平
1887年，王德林出生于山东省沂水县，1894年前往满洲谋生，后为俄国人修建中东铁路。1900年，他组建了绿林队，1917年被收编东北军步兵二十七旅七团三营后，任营长。1932年，王德林义举抗日组建中国国民救国军，并任总司令。